# Avguštin Stegenšek
Avguštin Stegenšek, rimskokatoliški duhovnik, prvi slovenski umetnostni zgodovinar, filozof, konservator in teolog,  * 7. julij 1875, Tevče nad Laškim, † 26. marec 1920, Maribor.

## Otroštvo, šolska leta ter študij teologije
Avguštin Stegenšek se je rodil v družini kočarja, kasneje mlinarja in tesarja Andreja Stegenška in njegove žene kočarice Ane (rojene Pepuš).  O Stegenškovem otroštvu v Tevčah nad Laškim skorajda ni znanih virov. Starši so nadarjenega sina najprej poslali na gimnazijo v Celje (1887–1888), nato na dijaško semenišče v Mariboru, kjer je leta 1895 maturiral z odliko. Vpisal se je na mariborsko bogoslovje ter bil 25. julija 1898 posvečen v duhovnika, nato pa za kratek čas nameščen za kaplana in kateheta v Selnici ob Dravi. 15. februarja 1899 je kot semeniški duhovnik vstopil v III. red sv. Frančiška.

## Znanstveno delo ter poklicno delovanje
Oktobra leta 1899 je bil s posredovanjem škofa Napotnika sprejet na papeški zavod Tevtonik (Collegio Teutonico del Campo Santo) v Rimu, pod mentorstvom Josepha Wilperta je študiral krščansko arheologijo in umetnostno zgodovino. V tem času je objavljal znanstvene članke v Römische Quartalschrift in Oriens Christianus. Pričel je objavljati tudi v mariborskem bogoslovnem glasilu Voditelj v bogoslovnih vedah, ki ga je leta 1897 ustanovil škof Napotnik. V njem je objavil prva dva članka o škofijskem muzeju ter o drugem kongresu krščanskih arheologov v Rimu. Po vrnitvi v domovino leta 1902 je dobil mesto suplenta za cerkveno zgodovino in patrologijo na bogoslovnem učiteljišču, na katedri za cerkveno pravo. Poleg službenih obveznosti  je opravljal tudi izpite na graški univerzi. Leta 1905 je na tamkajšnji filozofski fakulteti spisal svojo disertacijo z naslovom Študije o cerkvenem stenskem slikarstvu v Rimu in okolici od V. do VIII. stoletja. Ocenjevalca  sta bila profesorja Franc Winter in Jožef Strzygowski. Za doktorja filozofije je bil promoviran 19. decembra 1906 , kar mu je omogočilo, da je bil 1. novembra 1907 imenovan za rednega profesorja cerkvenega prava, cerkvene zgodovine, patrologije in cerkvene umetnosti na Visoki bogoslovni šoli v Mariboru, na katedri za cerkveno pravo. Leta 1911 je v drugem semestru predaval Uvod k stari zavezi. 
Stegenšek velja za pionirja raziskovanja slovenske sakralne umetnosti in umetnostne zgodovine ter za začetnika naše spomeniške topografije. Zasnoval je načrt za popis vseh cerkva lavantinske škofije, vendar sta izšli le topografiji Dekanija gornjegrajska (COBISS) (1905) in Konjiška dekanija (COBISS) (1909).
Prvi je znanstveno preučeval cerkvene spomenike lavantinske škofije, kot so: Jurklošter, Ptujska Gora in Žička Kartuzija.
Proti koncu 19. stoletja se je namreč tudi v lavantinski škofiji uveljavil strokovni pristop do cerkvene umetnosti. To je bila doba škofa Mihaela Napotnika (1889–1922), je v spomenici ob škofovem srebrnem jubileju na kratko zapisal Stegenšek. Napotnikovo posebno zanimanje je bila cerkvena umetnost, ki jo je nadziral, podpiral in pospeševal. Glede naročil novih umetnin je skrbel, da so bili upoštevani veljavni kanonični predpisi, za njihovo izvrševanje pa je ustanovil posebne organizacije. Tako je leta 1869 imenoval komisijo za pregled novih orgel, ustanovil komisijo za oceno novih cerkveno-umetniških del in komisijo za ohranjevanje starin. Te so bile sestavni del novoustanovljenega Spomeniškega sveta za lavantinsko škofijo. Svet je imel podobne naloge kot tedanje ljubljansko Društvo za krščansko umetnost, v katerem je bil ena vodilnih osebnosti prav Avguštin Stegenšek. Tudi tam so si za nalogo zastavili ustanovitev škofijskega muzeja ter izdajanje lastne, obširne in ilustrirane publikacije. 
Na pobudo škofa Napotnika je leta 1914 Stegenšek kot urednik izdal prvi in edini letnik Ljubitelja krščanske umetnosti, katerega namen je bil predstavljati slovensko narodno-umetnostno bogastvo in spodbujati sodobno umetnost. To pionirsko delo je bilo prvo slovensko umetnostno glasilo.
Avguštin Stegenšek  je bil tudi arhivar in knjižničar Zgodovinskega društva za slovensko Štajersko, ustanovljenega leta 1903, ki je 1904 začelo izdajati svoj časopis, v katerem je objavil številne prispevke. Te je objavljal tudi v periodiki: Kirchenschmuck, Mitteilungen der k.k. Zentralkommision in Zeitschrift für östereichische Volkskunde. Funkcijo knjižničarja in arhivarja je opravljal do leta 1909.
Centralna komisija za varstvo spomenikov na Dunaju je Stegenška kot strokovnjaka s področja umetnostne zgodovine leta 1908 imenovala za častnega konservatorja na Štajerskem za okraje Brežice, Celje, Konjice in Slovenj Gradec.
Decembra 1918 je Filozofska fakulteta v Ljubljani Stegenšku ponudila mesto profesorja na katedri za umetnostno zgodovino, ki pa ga je zavrnil, saj se je želel posvetiti svetopisemskim študijam. Kasneje se je sam ponudil za to profesorsko mesto, vendar je bilo to že zasedeno. Poleg tega je v tem času že bolehal za kostno jetiko. 10. marca 1919 so mu amputirali nogo, kar pa ni zavrlo napredovanja njegove bolezni. Umrl je na 26. marca 1920 v Mariboru. Pokopan je na Pobreškem pokopališču v Mariboru.

## Dela
Vrh svojega znanstvenega dela je Stegenšek dosegel s posebno knjižno zbirko Cerkveni spomeniki lavantinske škofije, v okviru katere je v samozaložbi izdal monumentalni knjigi:
- Dekanija gornjegrajska (COBISS) (1905)
- Konjiška dekanija (COBISS) (1909).

Leta 1912 je napisal Zgodovino pobožnosti sv. križevega pota (COBISS), ki je bila plod dela in restavriranja kapel križevega pota pri sv. Roku v Šmarju pri Jelšah.
Načrtoval je izdajo še tretjega zvezka topografije, v katerem je nameraval predstaviti umetnostno dediščino Slovenskih goric, a se je kmalu bolj posvetil raziskovanju topografije Jeruzalema in razlagi Svetega pisma. V ta namen je leta 1913 za dva meseca odpotoval v Jeruzalem. Pri tem znanstvenem delu se je vedno močneje oddaljeval od domače umetnostne preteklosti.

## Konjiška dekanija (izdana 1909, faksimilirana izdaja 2010)
Monografija Konjiška dekanija prav gotovo velja za vrh znanstvenega dela dr. Avguština Stegenška, ki jo je skupaj z Dekanijo gornjegrajsko izdal v posebni knjižni zbirki Cerkveni spomeniki lavantinske škofije. 
V predgovoru h Konjiški dekaniji je Stegenšek poudaril: »Ta knjiga, kakor vse podobne, ima poleg znanstvenega namena še posebno nalogo - vzbuditi zanimanje za domače starine in umetnine, vzgajati čut spoštovanja in veselja za nje.« Avguštin Stegenšek je v Konjiški dekaniji uporabil svoje umetnostno-zgodovinsko znanje; delo temelji na arhivskem in terenskem delu in je opremljeno s številnimi lastnoročnimi tlorisi, skicami in fotografijami. Poleg sakralnih stavb in objektov zajema tudi profano arhitekturo na ozemlju takratnje Konjiške dekanije. Posebno mesto je avtor namenil kartuziji Žiče, ki je v njegovem času že močno propadala.
Podal je njen poglobljen monografski oris, hkrati pa kritično opozoril na mačehovski odnos do spomenika velikega kulturnega pomena: »Stoletja so se trudila s to veliko stavbo, nekaj desetletij pa je bilo dovolj, da se je uničila ...«
Avguštin Stegenšek je monografijo izdal v samozaložbi. Blagoslov k izidu dela je napisal knezoškof dr. Mihael Napotnik, ki je izdajo tudi finančno podprl in jo priporočil v branje: »Želim, da si vsaka župnija moje škofije naroči en izvod, da ga shrani v župnijskem arhivu.«
Stegenškova Konjiška dekanija poleg Dekanije gornjegrajske po več kot sto letih še vedno velja za temeljno umetnostno-zgodovinsko literaturo na Slovenskem. »Obe knjigi sta še z današnjega zornega kota, stoletje po izidu, resnično imenitni deli, ki ju kasneje ni uspelo preseči nobeno podobno delo na Slovenskem.
Zaradi izjemnega Stegenškovega dela je na pobudo izdajateljic Občine Slovenske Konjice, Nadžupnije Slovenske Konjice in Dekanije Slovenske Konjice ter z veliko podporo konjiškega župana, arhidiakona in dekana, ob stoprvi obletnici izida in ob devetdesetletnici avtorjeve smrti leta 2010 izšel faksimiliran ponatis (COBISS), katerega izdajo je moralno podprl tudi Nadškofijski ordinariat v Mariboru.